# Ystads gamla vattentorn

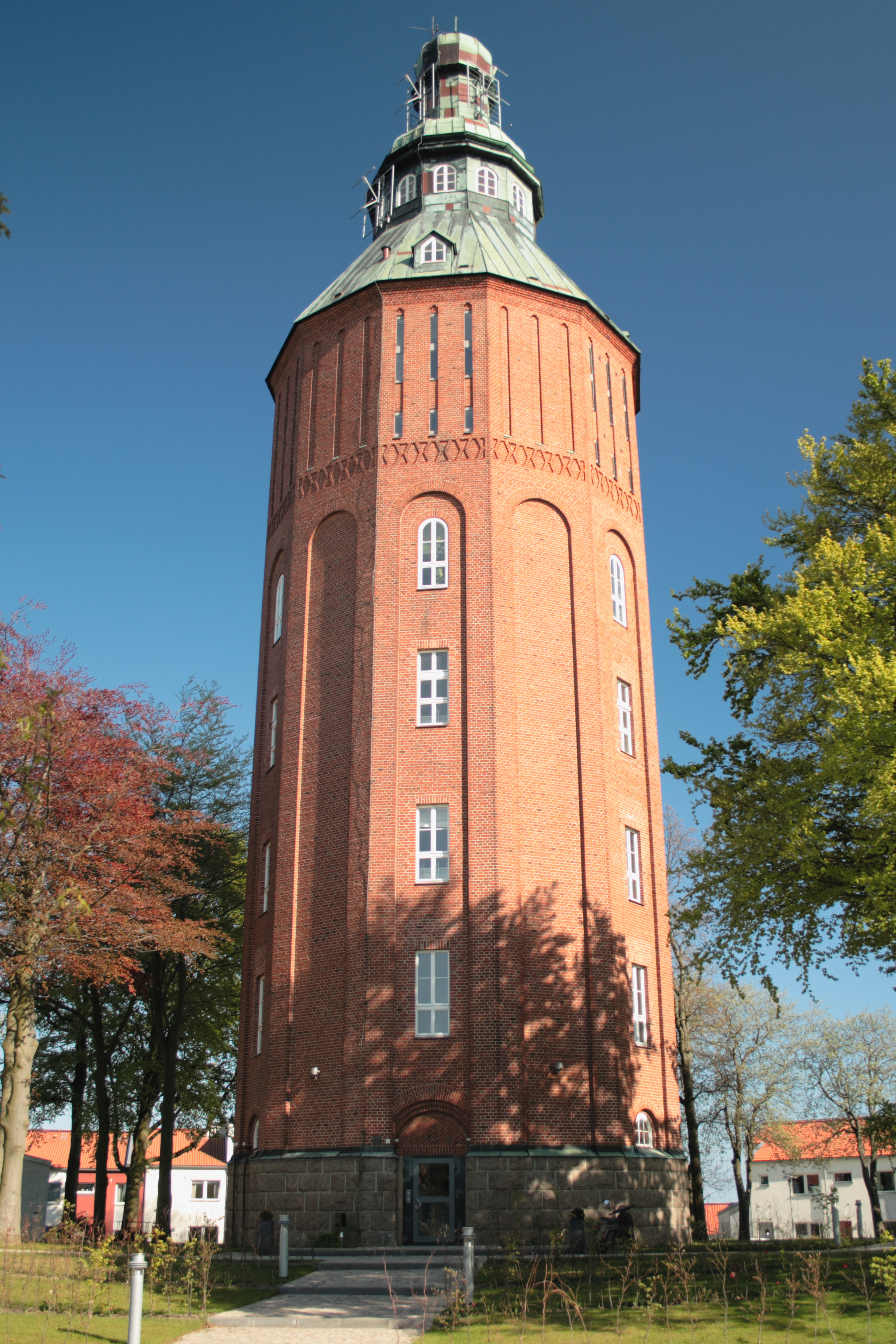
Vattentornet

Ystads gamla vattentorn, även kallat Nappflaskan, stod klart i oktober 1915 och var det första vattentornet i Ystad. Byggnaden har 12 kanter och är klädd med handslaget tegel från Börringe. Då tornet stod klart nådde det en höjd om 40 meter och hade utrustats med en vattenreservoar på 600 kubikmeter. Tornet ritades av Gerdt Stendahl och byggmästare Olaus Henrikson ledde arbetet. I stadens gator hade 20 000 meter rör levererade från Tyskland lagts under bybornas jord. Det nya vattnet hämtades mellan Öja och Stora Herrestad där man funnit riklig tillgång till vatten. 1967 hade tornet sedan några år tagits ur bruk och samma år blåste koppartaket av i den svåra stormen och ersattes av ”tvilling”-vattentornet. Frågan att riva tornet togs upp i fullmäktige 1968. Med endast en rösts övervikt vann rivningsmotståndarna och tornet fick stanna. Taket reparerades och byggnaden kunde bevaras ur arbete. 
Vattentornet är sedan 2013 ombyggt till bostadshus med en total boyta på 610 kvadratmeter.